# Laura Robson
Laura Robson (n. 21 ianuarie 1994, Melbourne, Victoria, Australia) este o jucătoare de tenis britanică, medaliată olimpică. A participat la o ediție a Jocurilor Olimpice (2012) în care a câștigat o medalie de argint.

## Participări
Lista de mai jos prezintă principalele competiții la care a participat Laura Robson de-a lungul carierei.
- tennis at the 2012 Summer Olympics – mixed doubles[*]